# Ward County (Texas)
Das Ward County ist ein County im Bundesstaat Texas der Vereinigten Staaten. Das U.S. Census Bureau hat bei der Volkszählung 2020 eine Einwohnerzahl von 11.644 ermittelt. Der Verwaltungssitz (County Seat) ist Monahans.

## Geographie
Das County liegt im Westen von Texas und ist im Norden etwa 25 km vorn der Südostspitze von New Mexico entfernt. Es hat eine Fläche von 2165 Quadratkilometern, wovon 1 Quadratkilometer Wasserfläche ist. Es grenzt im Uhrzeigersinn an folgende Countys: Winkler County, Ector County, Crane County, Pecos County, Reeves County und Loving County.

## Geschichte
Ward County wurde 1887 aus Teilen des Tom Green County gebildet. Benannt wurde es nach Thomas William Ward, einem Präsidenten der Grundstücksvergabeverwaltung, Soldat während der texanischen Revolution und einem Bürgermeister von Austin.

## Demografische Daten

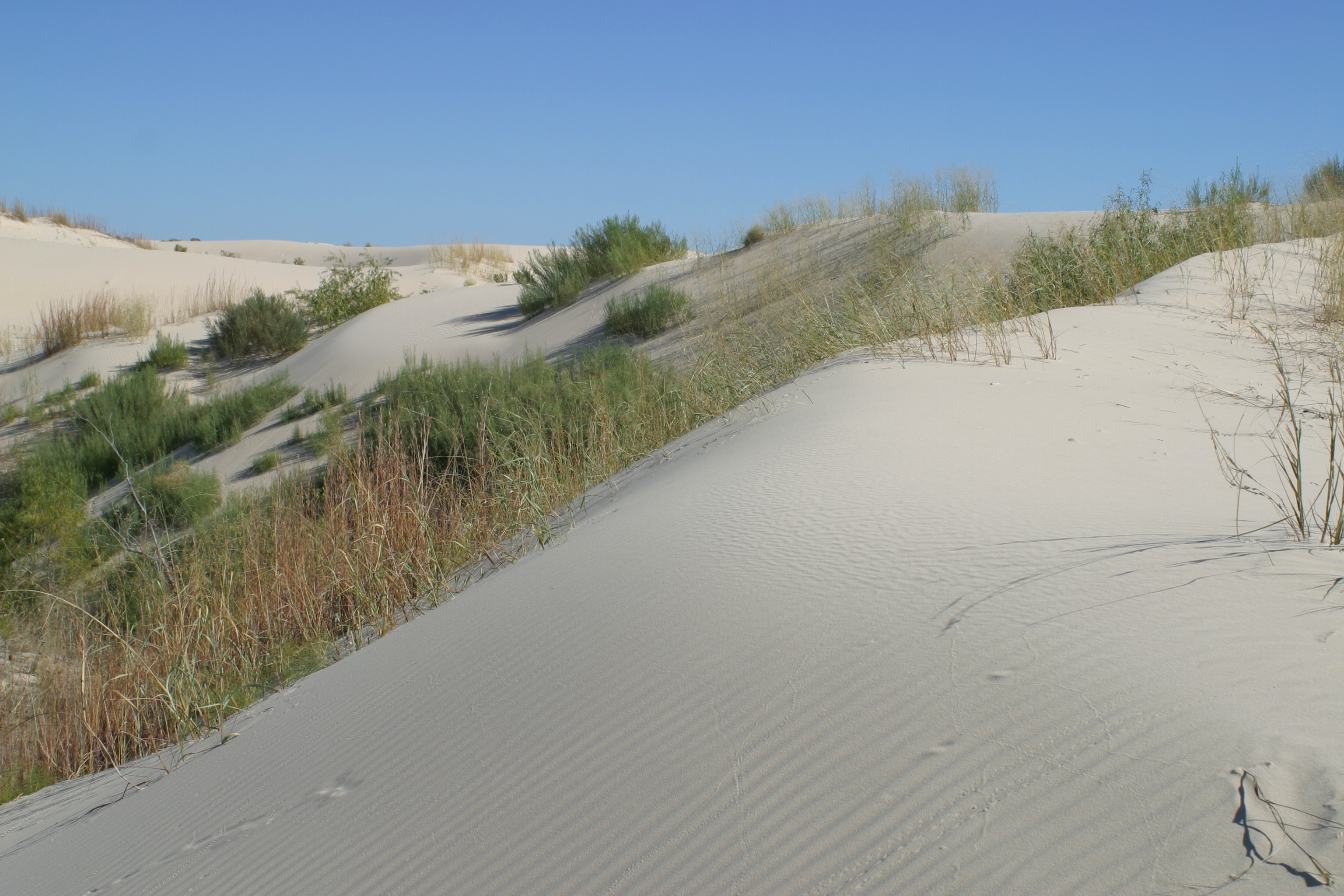
Der Monahans Sandhills State Park

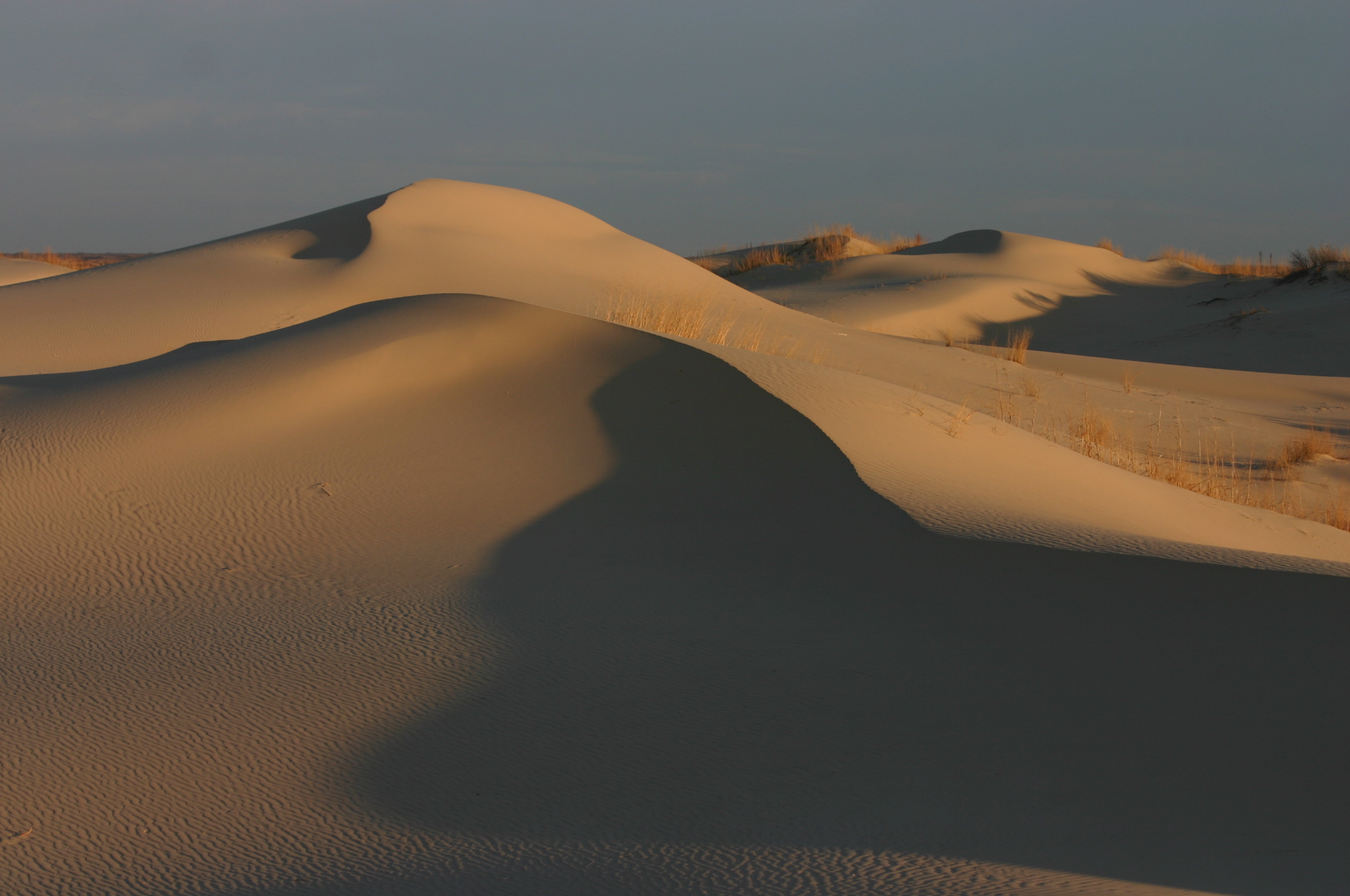
Sanddünen im Monahans Sandhills State Park

Nach der Volkszählung im Jahr 2000 lebten im Ward County 10.909 Menschen in 3.964 Haushalten und 2.929 Familien. Die Bevölkerungsdichte betrug 13 Einwohner pro Quadratkilometer. Ethnisch betrachtet setzte sich die Bevölkerung zusammen aus 79,79 Prozent Weißen, 4,61 Prozent Afroamerikanern, 0,66 Prozent amerikanischen Ureinwohnern, 0,28 Prozent Asiaten, 0,03 Prozent Bewohnern aus dem pazifischen Inselraum und 12,52 Prozent aus anderen ethnischen Gruppen; 2,11 Prozent stammten von zwei oder mehr Ethnien ab. 41,98 Prozent der Einwohner waren spanischer oder lateinamerikanischer Abstammung.
Von den 3.964 Haushalten hatten 36,6 Prozent Kinder oder Jugendliche, die mit ihnen zusammen lebten. 58,8 Prozent waren verheiratete, zusammenlebende Paare 11,6 Prozent waren allein erziehende Mütter und 26,1 Prozent waren keine Familien. 23,6 Prozent waren Singlehaushalte und in 12,3 Prozent lebten Menschen im Alter von 65 Jahren oder darüber. Die durchschnittliche Haushaltsgröße betrug 2,66 und die durchschnittliche Familiengröße betrug 3,15 Personen.
30,6 Prozent der Bevölkerung war unter 18 Jahre alt, 7,8 Prozent zwischen 18 und 24, 25,1 Prozent zwischen 25 und 44, 22,2 Prozent zwischen 45 und 64 und 14,3 Prozent waren 65 Jahre alt oder älter. Das Durchschnittsalter betrug 36 Jahre. Auf 100 weibliche Personen kamen 99,8 männliche Personen und auf 100 Frauen im Alter von 18 Jahren oder darüber kamen 92,3 Männer.
Das jährliche Durchschnittseinkommen eines Haushalts betrug 29.386 USD, das Durchschnittseinkommen einer Familie betrug 36.014 USD. Männer hatten ein Durchschnittseinkommen von 31.373 USD, Frauen 18.198 USD. Das Prokopfeinkommen betrug 14.393 USD. 15,8 Prozent der Familien und 17,9 Prozent der Einwohner lebten unterhalb der Armutsgrenze.

## Städte und Gemeinden
| - Barstow - Grandfalls | - Monahans - Pyote | - Royalty - Wickett |